# Салминское сельское поселение (Мордовия)
Салминское се́льское поселе́ние — муниципальное образование в Ромодановском районе Мордовии Российской Федерации.
Административный центр — село Салма.

## История
Статус и границы сельского поселения установлены Законом Республики Мордовия от 1 декабря 2004 года № 99-З «Об установлении границ муниципальных образований Ромодановского муниципального района, Ромодановского муниципального района и наделении их статусом сельского поселения и муниципального района».

## Население
| 2002 | 2010 | 2012 | 2013 | 2014 | 2015 | 2016 |
| ---- | ---- | ---- | ---- | ---- | ---- | ---- |
| 668  | ↘603 | ↘577 | ↘575 | ↘563 | ↘552 | ↘551 |
| 2017 | 2018 | 2019 | 2020 | 2021 |      |      |
| ↗554 | ↘550 | ↘544 | ↘522 | ↗553 |      |      |

## Состав сельского поселения
| № | Населённый пункт      | Тип населённого пункта       | Население |
| - | --------------------- | ---------------------------- | --------- |
| 1 | Александровский Лужок | посёлок                      | ↘3        |
| 2 | Красный Узел          | посёлок                      | ↘537      |
| 3 | Салма                 | село, административный центр | ↘63       |